# Мученичество Евстафия Мцхетели
Мученичество Евстафия Мцхетели (груз. ევსთატი მცხეთელი) — считается одним из наиболее ярких примеров грузинской оригинальной агиографии VI века, в котором рассказывается о мученичестве Евстафия (Эстатэ) Мцхетели.
Автором произведения является старший современник Евстафия, однако его имя не известно. Текст произведения написан без прикрас, в тексте описаны лишь главные события из жизни святого мученика. Евстафий был родом из персидского города Гандзак, где и принял христианство. Из-за гонений на христиан, объявленных шахом Персии Хосровом Ануширваном, Евстафий бежал во Мцхету. Позднее он был выдан местными маздеянами и казнён как вероотступник. Ночью местные христиане похоронили Евстафия под престолом патриаршего собора Светицховели.